# 上海古籍书店
上海古籍书店是位於中華人民共和國上海市黃浦區福州路一家專門銷售各種中國古籍的書店。上海古籍书店常年举办“海上博雅讲坛” 。

## 歷史
上海古籍书店成立于1952年（一說成立於1956年5月20日）。1960年，上海古籍书店被合并进上海图书公司。2006年迁至福州路401号。2024年1月8日起，上海古籍书店进行闭店升级改造。闭店期间，上海古籍书店的“图书销售”和“旧书收购业务”临时转移到福州路424号艺术书坊二楼经营。2025年4月19日，改造完成的上海古籍书店恢復營業。